# 橫江站 (日本)
橫江站（日语：／ Yokoe eki */?）是隸屬於富山地方鐵道的鐵路車站，座落於富山縣中新川郡立山町，為立山線的車站，車站編號為T52。本車站只停靠普通列車，並全部可經寺田站直通至本線至電鐵富山站。
路軌與富山縣道6號並行，車站正好位於橫江集落內，不過民居亦只限車站範圍附近，而且十分稀少，稍遠的位置已是山坡或樹林，因此使用量十分低迷，最近一次的乘客估算都只是平均每天53人次。但本站亦是前往尖山登山口的出發點，因此亦有部份登山人士由本站出發登山。

## 車站結構

### 站房
由民居旁的小路才可到達，是一座單層的簡易式木建站房，但因日久失修，不少地方都以鐵皮修補，外貌有如一座鐵皮屋一般。入口位於站房的右邊，右邊位原來的站務室，不過早已棄用，售票窗口亦被木板圍封。開放式閘口就在正門的對面，穿過閘口後，橫過已拆去的2號月台路軌便可進入月台範圍。
站房外右邊加建有一個屋簷及單車架，可停放數輛單車，而步行至縣道6號的路口亦設有洗手間。

### 月台配置
原為島式月台1座，是一個可列車交換的車站，不過因應班次稀疏，近站房的原2號月台路軌早於2007年被移除。現時在月台上的候車小木屋外牆上，仍然掛着指示1、2號月台的指示板。月台的有限長度為4輛，除了月台中央建有候車小木屋外，其餘皆為露天地方。列車靠站時，往立山站方向為左側上落，往電鐵富山站方向為右側上落。
| 月台 | 路線       | 方向       | 目的地           | 備註       |
| ---- | ---------- | ---------- | ---------------- | ---------- |
| 1    | ■立山線    | 上行       | 電鐵富山方向     |            |
| 1    | ■立山線    | 下行       | 岩峅寺、立山方向 |            |
| 2    | （已棄用） | （已棄用） | （已棄用）       | （已棄用） |

## 歷史
- 1931年5月15日：開業，最初稱為「尖山站」，原稱為「橫江站」的是指1997年被廢站的「上橫江站（日语：上橫江駅）」。
- 1965年4月15日：本站改稱「橫江站」，原來的「橫江站」則改稱為「上橫江站」
- 2019年3月16日：增設車站編號[2]。

## 利用人數
| 乘車人員推算 | 乘車人員推算    |
| 年度         | 1日平均上落人數 |
| ------------ | --------------- |
| 1998年       | 38              |
| 1999年       | 36              |
| 2000年       | 35              |
| 2001年       | 32              |
| 2002年       | 34              |
| 2003年       | 48              |
| 2004年       | 48              |
| 2005年       | 49              |
| 2006年       | 50              |
| 2007年       | 49              |
| 2008年       | 49              |
| 2009年       | 48              |
| 2010年       | 47              |
| 2011年       | 48              |
| 2012年       | 48              |
| 2013年       | 49              |
| 2014年       | 49              |
| 2015年       | 51              |
| 2016年       | 50              |
| 2017年       | 52              |
| 2018年       | 53              |

## 相鄰車站
富山地方鐵道
■立山線
特急「立山」、「阿爾卑斯」（只限15/4至30/11）、快速急行（下行）
通過
普通
岩峅寺（T51）- 橫江（T52）- 千垣（T53）

## 外部連結
- 富山地方鐵道橫江站公式網頁。 （页面存档备份，存于）（日語）